# Lessenich-Rißdorf
Lessenich-Rißdorf war bis 1969 eine Gemeinde im Kreis Euskirchen in Nordrhein-Westfalen. Heute ist Lessenich-Rißdorf eine Gemarkung der Stadt Mechernich im Kreis Euskirchen.

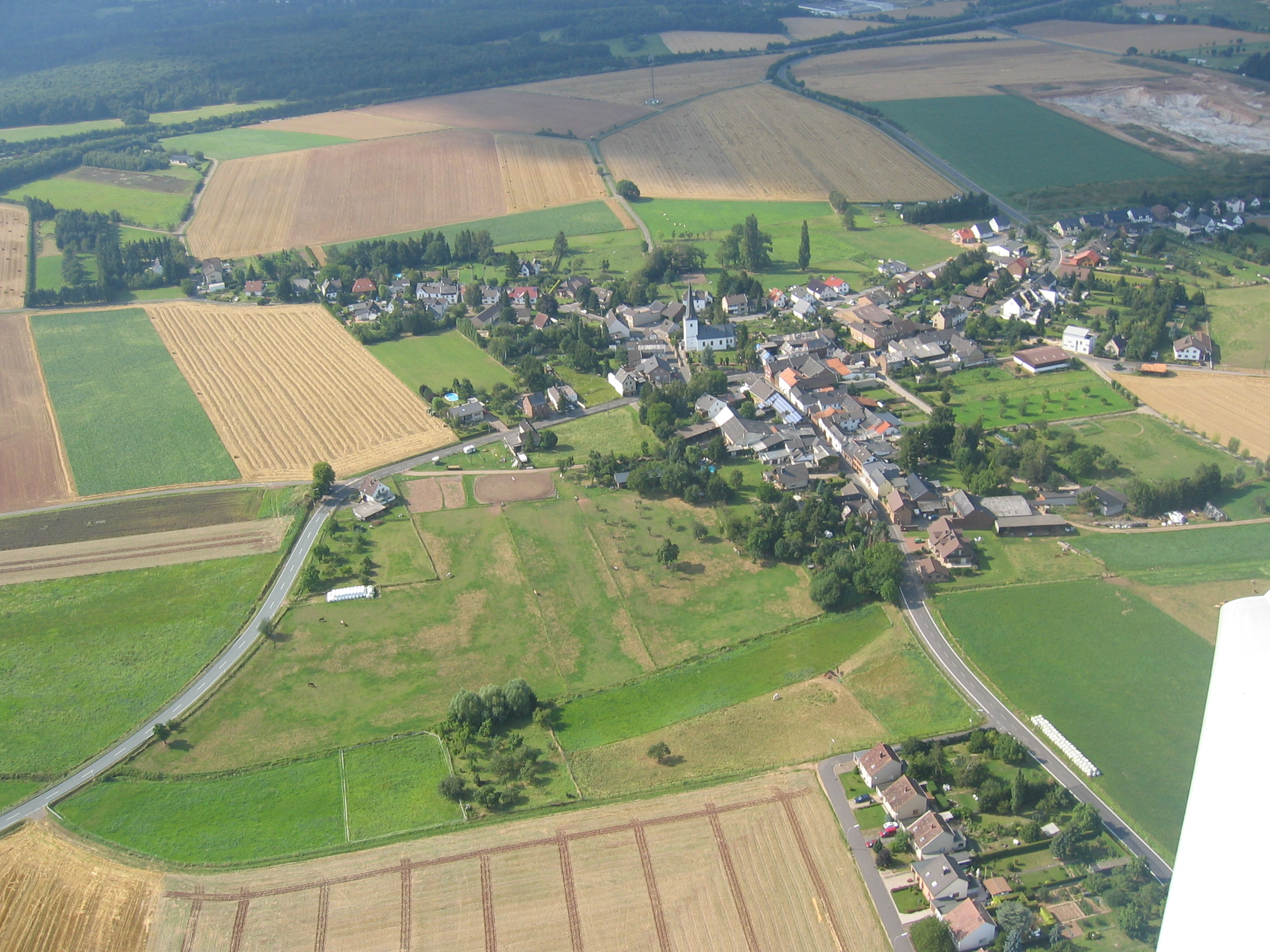
Lessenich

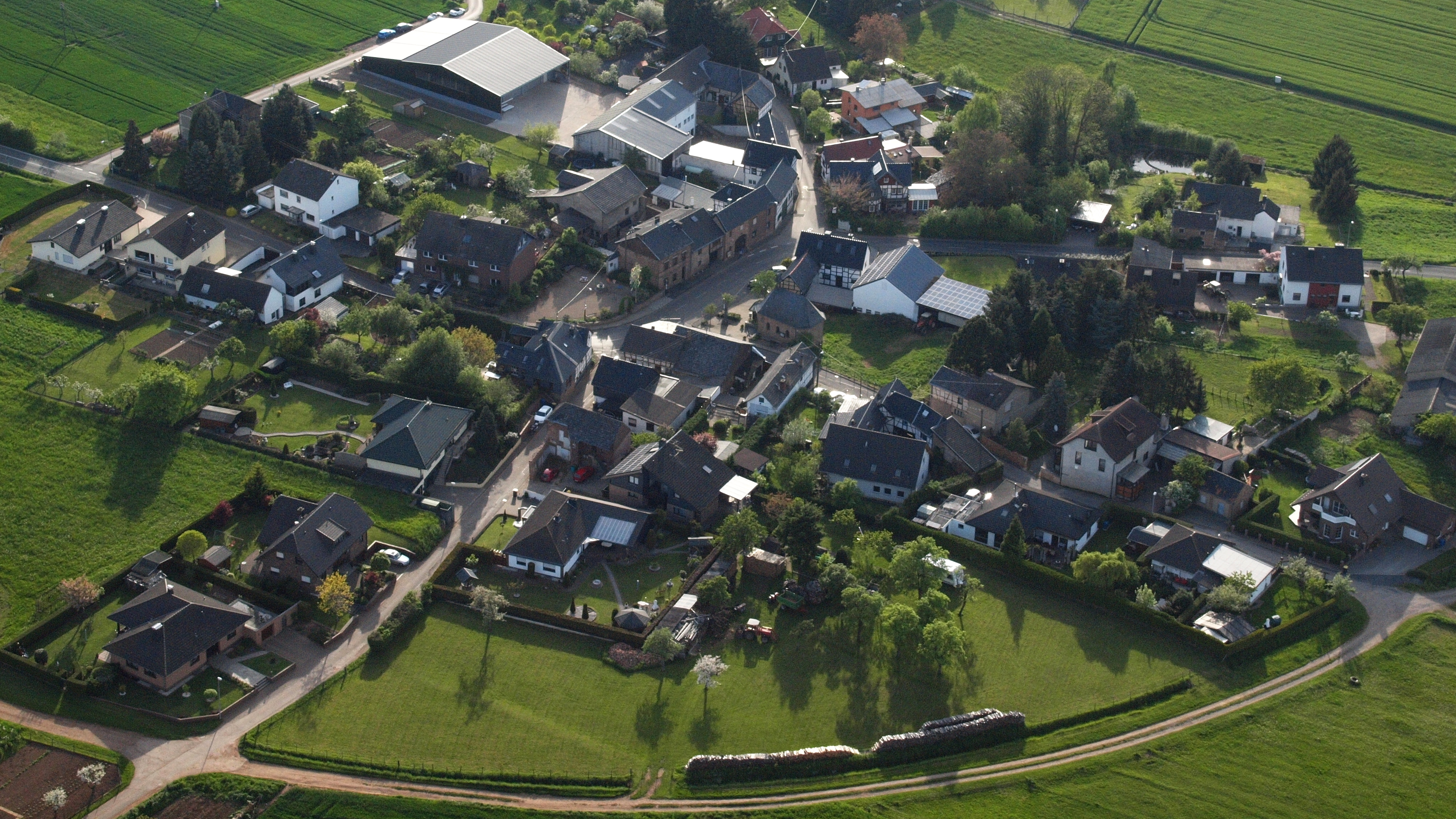
Rißdorf

## Geographie
Lessenich-Rißdorf besteht aus den beiden Dörfern Lessenich und Rißdorf sowie der Burg Zievel und dem Röttgerhof, die im Osten des Gemeindegebiets von Mechernich liegen und etwa 1,5 Kilometer voneinander entfernt sind. Die Dörfer sind heute jeweils eigene Ortsteile der Stadt Mechernich. Die ehemalige Gemeinde Lessenich-Rißdorf besaß eine Fläche von 7,81 km².

## Geschichte
Seit dem 19. Jahrhundert bildete Lessenich-Rißdorf eine Landgemeinde im Kreis Euskirchen; zunächst als Teil der Bürgermeisterei Wachendorf und nach dem Zweiten Weltkrieg als Teil des Amtes Satzvey-Wachendorf-Enzen. Am 1. Juli 1969 wurde die Gemeinde durch das Gesetz zur Neugliederung des Landkreises Euskirchen in die neue Gemeinde Veytal eingegliedert. Am 1. Januar 1972 wurde die Gemeinde Veytal wieder aufgelöst und Lessenich sowie Rißdorf kamen zur Stadt Mechernich.

## Einwohnerentwicklung
| Jahr | Einwohner | Quelle |
| ---- | --------- | ------ |
| 1871 | 404       | [ 4 ]  |
| 1885 | 430       | [ 5 ]  |
| 1910 | 480       | [ 6 ]  |
| 1925 | 519       | [ 3 ]  |
| 1939 | 456       | [ 7 ]  |
| 1946 | 545       | [ 8 ]  |
| 1950 | 602       | [ 9 ]  |
| 2019 | 497       | [ 1 ]  |